# Гиршович, Михаил Григорьевич
Михаи́л Григо́рьевич Гиршо́вич (1904, Кутно, Варшавская губерния — 1947, Москва) — советский военачальник, генерал-майор.

## Биография
Родился в бедной еврейской семье. В РККА с 1920 года, окончил артиллерийскую школу.
В годы Великой Отечественной войны — заместитель командующего армией ПВО, начальник штаба Московского фронта ПВО (1942—1943), начальник штаба Особой Московской армии ПВО. В 1944—1945 годах — начальник Центрального штаба Противовоздушной обороны Красной Армии. На этом посту и умер в 1947 году. Похоронен на Введенском кладбище (6 уч.).